# 東郷実満
東郷 実満（とうごう さねみつ）は江戸時代前期の薩摩藩士、剣客（示現流第4代）。諱ははじめ重通、重治、後に実満。示現流第3代・東郷重利の子。

## 経歴
寛文12年（1672年）、示現流第3代・東郷重利の子として生まれる。延宝2年（1674年）2月28日、藩主・島津光久に初お目見えする。宝永7年（1710年）、藩主・島津吉貴に示現流を上覧。正徳2年（1712年）、拝領した天神馬場の屋敷が類火延焼する。
享保17年（1732年）、弟子の伊地知清右衛門が、道場破りに来た剣客・豊田五郎兵衛（タイ捨流から豊田流を開いた）を倒したことが藩法の立合禁制を破ったとして、伊地知、豊田共々処罰される。享保18年（1733年）、死去。

## 人物等
誕生を島津光久の嗣子・島津綱久が喜んだと言う。晩年の子であった上、重利が中風にかかったために直接、示現流の相伝を受けられず、高弟の伊集院久明を通じて相伝された。これにより宗家としての東郷家の権威が落ちるとともに、実満自身、父や祖父・重方ほどの技量はなかったため、弟子の多くが離れてしまう。さらに、実満は父や祖父のように吏僚として栄達する才覚もなかった。そのため家が困窮し、叔父たちの経済的援助も足りず、ついには島津家拝領の屋敷を手放し伊集院郷直木村（現在の鹿児島市直木町）に逼塞する。
ここに至り、東郷家の示現流の名声は大きく衰えた。また、このころ藩内では示現流系の剣術のうち、東郷家から独立していた太刀流や古示現流（帆足流）の名声が高くなっていた。これを憂いた東郷家の門弟達は藩への働きかけを行い、宝永7年（1710年）に実満による藩主・島津吉貴への示現流上覧を実現させた。吉貴はその出来に満足しなかったが、改めて鹿児島城下の、天神馬場（現在の鹿児島市東千石町の地）へ屋敷を与え、東郷家の示現流が復興されることとなった。
こうして再び示現流は隆盛するかと思われたが、文武兼ね備えた長子の位照が後継者争いを原因とした脱藩事件で廃嫡され、喧嘩両成敗的な判断の結果、後継者争いに関与した次男の実勝ではなく、位照と離縁して実家に帰っていた嫁の家で育ち、東郷家から出ていた孫（位照の子）の実昉が跡を継ぐなど、混迷は続くことになる。さらに正徳2年（1712年）、拝領した天神馬場の屋敷が類火延焼する。しかしながら、以前と違い、藩より切米を拝領していたこともあり、その後も天神馬場の宅地で暮らしつづけた。

## 著作
- 「示現流飛燕之次第」（享保16年）
- 「東郷実満覚書」（享保14年1編及び年不詳1編）

## 妻
- 前妻：比志島義時の孫娘[5]（延宝5年生まれ。位照、実勝の母[6]）
- 後妻：二階堂行格[7]の娘（伊集院俊方、東郷実賢の母。藩主島津綱貴の側室の妹。兄の二階堂出右衛門行宅は延宝5年生まれ。父は太刀流の和田助員や島津綱貴の継室江田氏と同じ田布施郷の出身という。）